# Geranomyia timens
Geranomyia timens är en tvåvingeart som först beskrevs av Alexander 1950.  Geranomyia timens ingår i släktet Geranomyia och familjen småharkrankar.
Artens utbredningsområde är Venezuela. Inga underarter finns listade i Catalogue of Life.